# Sắt(II) selenat
Sắt(II) selenat (ferơ selenat) là một hợp chất vô cơ có công thức FeSeO4. Nó có dạng khan và một số dạng hydrat. Pentahydrat có cấu trúc Fe(H2O)4SeO4·H2O, cùng cấu trúc với sắt(II) sunfat tương ứng. Heptahydrat cũng được biết đến, ở dạng tinh thể màu xanh lá cây không ổn định.

## Điều chế
Sắt(II) selenat có thể được điều chế bằng phản ứng của dung dịch natri selenat bão hòa với sắt(II) sunfat ở 80 ℃. Khi làm lạnh đến nhiệt độ phòng, sắt(II) selenat sẽ kết tinh từ dung dịch.
Na2SeO4 (bão hòa) + FeSO4 → Na2SO4 + FeSeO4
Phản ứng của sắt và axit selenic cũng tạo ra sắt(II) selenat, nhưng chứa một sản phẩm phụ:
Fe + H2SeO4 → FeSeO4 + H2↑
3Fe + 4H2SeO4 → 3FeSeO4 + Se + 4H2O

## Cấu trúc
FeSeO4·H2O có cấu trúc giống MgSO4·H2O, nhóm không gian mS28,15, các hằng số mạng a = 0,7141 nm, b = 0,8045 nm, c = 0,7724 nm, các hằng số góc α = 90°, β = 116,471°, γ = 90°.

## Các phức của sắt(II) selenat
Các muối kép như muối của Tutton (NH4)2Fe(SeO4)2·6H2O và K2Fe(SeO4)2·6H2O  đã được biết đến.
Ngoài muối Fe2+, muối Fe3+ ổn định hơn, Fe2(SeO4)3, cũng đã được báo cáo.